# Олександр VIII
Олекса́ндр VIII (лат. Alexander VIII PP. , П'єтро Віте Оттобоні, італ. Pietro Vito Ottoboni; 22 квітня 1610 — 1 лютого 1691) — 241 папа римський з 6 жовтня 1689 по 1 лютого 1691 року.

## Життя
П'єтро Оттобоні народився 22 квітня 1610 року у Венеції, в сім'ї канцлера Венеційської Республіки. Здобув юридичну освіту в університеті в Падуї. У 1652 році став кардиналом і єпископом Брешії (1654—1664).

## Понтифікат
Після обрання на папський пост Олександр VIII повернувся до практики непотизму, призначивши кардиналами двох Оттобоні, Марко і П'єтро. Двадцятидворічний кардинал П'єтро Оттобоні був відомим покровителем театру. В період понтифікату Олександра VIII відносини з Францією значно покращилися. Повернув Авіньйон; надав допомогу Польщі та Венеції в їхній боротьбі з Туреччиною.
Під час свого понтифікату придбав для Ватикану багату бібліотеку в королеви Швеції Христини. Засудив французький галіканізм у конституції Inter multiplices (1690).